# Phyllophaga divertens
Phyllophaga divertens är en skalbaggsart som beskrevs av Bates 1888. Phyllophaga divertens ingår i släktet Phyllophaga och familjen Melolonthidae. Inga underarter finns listade i Catalogue of Life.